# 实葶葱
实葶葱（学名：Allium galanthum）是葱科葱属的植物。分布在俄罗斯西伯利亚、中亚地区以及中国大陆的新疆自治区等地，生长于海拔500米至1,500米的地区，多生长于山坡或河谷，目前已由人工引种栽培。